# Natation sportive aux championnats du monde de natation 2024
Navigation
Fukuoka 2023 Singapour 2025
Les 42 épreuves de natation sportive aux championnats du monde de natation 2024 ont lieu du 11 au 18 février 2024 à Doha au Qatar.

## Programme
42 épreuves sont inscrites au programme.
| Q | Séries qualificatives | ½ | Demi-finales | F | Finale |

| Date →                 | Dim 11 | Dim 11 | Lun 12 | Lun 12 | Mar 13 | Mar 13 | Mer 14 | Mer 14 | Jeu 15 | Jeu 15 | Ven 16 | Ven 16 | Sam 17 | Sam 17 | Dim 18 | Dim 18 |
| Épreuve ↓              | M      | S      | M      | S      | M      | S      | M      | S      | M      | S      | M      | S      | M      | S      | M      | S      |
| ---------------------- | ------ | ------ | ------ | ------ | ------ | ------ | ------ | ------ | ------ | ------ | ------ | ------ | ------ | ------ | ------ | ------ |
| 50 m nage libre        |        |        |        |        |        |        |        |        |        |        | Q      | ½      |        | F      |        |        |
| 100 m nage libre       |        |        |        |        |        |        | Q      | ½      |        | F      |        |        |        |        |        |        |
| 200 m nage libre       |        |        | Q      | ½      |        | F      |        |        |        |        |        |        |        |        |        |        |
| 400 m nage libre       | Q      | F      |        |        |        |        |        |        |        |        |        |        |        |        |        |        |
| 800 m nage libre       |        |        |        |        | Q      |        |        | F      |        |        |        |        |        |        |        |        |
| 1500 m nage libre      |        |        |        |        |        |        |        |        |        |        |        |        | Q      |        |        | F      |
| 50 m dos               |        |        |        |        |        |        |        |        |        |        |        |        | Q      | ½      |        | F      |
| 100 m dos              |        |        | Q      | ½      |        | F      |        |        |        |        |        |        |        |        |        |        |
| 200 m dos              |        |        |        |        |        |        |        |        | Q      | ½      |        | F      |        |        |        |        |
| 50 m brasse            |        |        |        |        | Q      | ½      |        | F      |        |        |        |        |        |        |        |        |
| 100 m brasse           | Q      | ½      |        | F      |        |        |        |        |        |        |        |        |        |        |        |        |
| 200 m brasse           |        |        |        |        |        |        |        |        | Q      | ½      |        | F      |        |        |        |        |
| 50 m papillon          | Q      | ½      |        | F      |        |        |        |        |        |        |        |        |        |        |        |        |
| 100 m papillon         |        |        |        |        |        |        |        |        |        |        | Q      | ½      |        | F      |        |        |
| 200 m papillon         |        |        |        |        | Q      | ½      |        | F      |        |        |        |        |        |        |        |        |
| 200 m quatre nages     |        |        |        |        |        |        | Q      | ½      |        | F      |        |        |        |        |        |        |
| 400 m quatre nages     |        |        |        |        |        |        |        |        |        |        |        |        |        |        | Q      | F      |
| 4 × 100 m nage libre   | Q      | F      |        |        |        |        |        |        |        |        |        |        |        |        |        |        |
| 4 × 200 m nage libre   |        |        |        |        |        |        |        |        |        |        | Q      | F      |        |        |        |        |
| 4 × 100 m quatre nages |        |        |        |        |        |        |        |        |        |        |        |        |        |        | Q      | F      |

| Date →                 | Dim 11 | Dim 11 | Lun 12 | Lun 12 | Mar 13 | Mar 13 | Mer 14 | Mer 14 | Jeu 15 | Jeu 15 | Ven 16 | Ven 16 | Sam 17 | Sam 17 | Dim 18 | Dim 18 |
| Épreuve ↓              | M      | S      | M      | S      | M      | S      | M      | S      | M      | S      | M      | S      | M      | S      | M      | S      |
| ---------------------- | ------ | ------ | ------ | ------ | ------ | ------ | ------ | ------ | ------ | ------ | ------ | ------ | ------ | ------ | ------ | ------ |
| 50 m nage libre        |        |        |        |        |        |        |        |        |        |        |        |        | Q      | ½      |        | F      |
| 100 m nage libre       |        |        |        |        |        |        |        |        | Q      | ½      |        | F      |        |        |        |        |
| 200 m nage libre       |        |        |        |        | Q      | ½      |        | F      |        |        |        |        |        |        |        |        |
| 400 m nage libre       | Q      | F      |        |        |        |        |        |        |        |        |        |        |        |        |        |        |
| 800 m nage libre       |        |        |        |        |        |        |        |        |        |        | Q      |        |        | F      |        |        |
| 1500 m nage libre      |        |        | Q      |        |        | F      |        |        |        |        |        |        |        |        |        |        |
| 50 m dos               |        |        |        |        |        |        | Q      | ½      |        | F      |        |        |        |        |        |        |
| 100 m dos              |        |        | Q      | ½      |        | F      |        |        |        |        |        |        |        |        |        |        |
| 200 m dos              |        |        |        |        |        |        |        |        |        |        | Q      | ½      |        | F      |        |        |
| 50 m brasse            |        |        |        |        |        |        |        |        |        |        |        |        | Q      | ½      |        | F      |
| 100 m brasse           |        |        | Q      | ½      |        | F      |        |        |        |        |        |        |        |        |        |        |
| 200 m brasse           |        |        |        |        |        |        |        |        | Q      | ½      |        | F      |        |        |        |        |
| 50 m papillon          |        |        |        |        |        |        |        |        |        |        | Q      | ½      |        | F      |        |        |
| 100 m papillon         | Q      | ½      |        | F      |        |        |        |        |        |        |        |        |        |        |        |        |
| 200 m papillon         |        |        |        |        |        |        | Q      | ½      |        | F      |        |        |        |        |        |        |
| 200 m quatre nages     | Q      | ½      |        | F      |        |        |        |        |        |        |        |        |        |        |        |        |
| 400 m quatre nages     |        |        |        |        |        |        |        |        |        |        |        |        |        |        | Q      | F      |
| 4 × 100 m nage libre   | Q      | F      |        |        |        |        |        |        |        |        |        |        |        |        |        |        |
| 4 × 200 m nage libre   |        |        |        |        |        |        |        |        | Q      | F      |        |        |        |        |        |        |
| 4 × 100 m quatre nages |        |        |        |        |        |        |        |        |        |        |        |        |        |        | Q      | F      |

| Date →                 | Mer 14 | Mer 14 | Jeu 15 | Jeu 15 | Ven 16 | Ven 16 | Sam 17 | Sam 17 |
| Épreuve ↓              | M      | S      | M      | S      | M      | S      | M      | S      |
| ---------------------- | ------ | ------ | ------ | ------ | ------ | ------ | ------ | ------ |
| 4 × 100 m nage libre   |        |        |        |        |        |        | Q      | F      |
| 4 × 100 m quatre nages | Q      | F      |        |        |        |        |        |        |

## Podiums
Légende :

RM : record du monde   -   RMj : record du monde junior   -   RAf : record d'Afrique    -   RAm : record d'Amérique   -   RAs : record d'Asie   -   RE : record d'Europe   -   RO : record d'Océanie   -   RC : record des championnats   -   RN : record national

### Hommes
| Épreuves                                   | Or | Or             | Argent                                                                                             | Argent         | Bronze | Bronze         |
| ------------------------------------------ | --- | -------------- | -------------------------------------------------------------------------------------------------- | -------------- | --- | -------------- |
| Nage libre                                 | |                | |                | |                |
| 50 m résultats détaillés                   | Vladyslav Bukhov | 21 s 44        | Cameron McEvoy                                                                                     | 21 s 45        | Benjamin Proud | 21 s 53        |
| 100 m résultats détaillés                  | Pan Zhanle | 47 s 53        | Alessandro Miressi                                                                                 | 47 s 72        | Nándor Németh | 47 s 78        |
| 200 m résultats détaillés                  | Hwang Sun-woo | 1 min 44 s 75  | Danas Rapšys                                                                                       | 1 min 45 s 05  | Luke Hobson | 1 min 45 s 26  |
| 400 m résultats détaillés                  | Kim Woo-min | 3 min 42 s 71  | Elijah Winnington                                                                                  | 3 min 42 s 86  | Lukas Märtens | 3 min 42 s 96  |
| 800 m résultats détaillés                  | Daniel Wiffen | 7 min 40 s 94  | Elijah Winnington                                                                                  | 7 min 42 s 95  | Gregorio Paltrinieri | 7 min 42 s 98  |
| 1 500 m résultats détaillés                | Daniel Wiffen | 14 min 34 s 07 | Florian Wellbrock                                                                                  | 14 min 44 s 61 | David Aubry | 14 min 44 s 85 |
| Dos                                        | |                | |                | |                |
| 50 m résultats détaillés                   | Isaac Cooper | 24 s 13        | Hunter Armstrong                                                                                   | 24 s 33        | Ksawery Masiuk | 24 s 44        |
| 100 m résultats détaillés                  | Hunter Armstrong | 52 s 68        | Hugo González                                                                                      | 52 s 70        | Apostolos Christou | 53 s 36        |
| 200 m résultats détaillés                  | Hugo González | 1 min 55 s 30  | Roman Mityukov                                                                                     | 1 min 55 s 40  | Pieter Coetze | 1 min 55 s 99  |
| Brasse                                     | |                | |                | |                |
| 50 m résultats détaillés                   | Sam Williamson | 26 s 32        | Nicolò Martinenghi                                                                                 | 26 s 39        | Nic Fink | 26 s 49        |
| 100 m résultats détaillés                  | Nic Fink | 58 s 57        | Nicolò Martinenghi                                                                                 | 58 s 84        | Adam Peaty | 59 s 10        |
| 200 m résultats détaillés                  | Dong Zhihao | 2 min 7 s 94   | Caspar Corbeau                                                                                     | 2 min 8 s 24   | Nic Fink | 2 min 8 s 85   |
| Papillon                                   | |                | |                | |                |
| 50 m résultats détaillés                   | Diogo Ribeiro | 22 s 97        | Michael Andrew                                                                                     | 23 s 07        | Cameron McEvoy | 23 s 08        |
| 100 m résultats détaillés                  | Diogo Ribeiro | 51 s 17        | Simon Bucher                                                                                       | 51 s 28        | Jakub Majerski | 51 s 32        |
| 200 m résultats détaillés                  | Tomoru Honda | 1 min 53 s 88  | Alberto Razzetti                                                                                   | 1 min 54 s 65  | Martin Espernberger | 1 min 55 s 16  |
| Quatre nages                               | |                | |                | |                |
| 200 m résultats détaillés                  | Finlay Knox | 1 min 56 s 64  | Carson Foster                                                                                      | 1 min 56 s 97  | Alberto Razzetti | 1 min 57 s 42  |
| 400 m résultats détaillés                  | Lewis Clareburt | 4 min 9 s 72   | Max Litchfield                                                                                     | 4 min 10 s 40  | Daiya Seto | 4 min 12 s 51  |
| Relais                                     | |                | |                | |                |
| 4 × 100 m nage libre résultats détaillés   | Chine- Pan Zhanle - Ji Xinjie - Zhang Zhanshuo - Wang Haoyu                                                                 | 3 min 11 s 07  | Italie- Alessandro Miressi - Lorenzo Zazzeri - Paolo Conte Bonin - Manuel Frigo - Leonardo Deplano | 3 min 12 s 08  | États-Unis- Matt King - Shaine Casas - Luke Hobson - Carson Foster - Hunter Armstrong - Jack Aikins                           | 3 min 12 s 29  |
| 4 × 200 m nage libre résultats détaillés   | Chine- Ji Xinjie - Wang Haoyu - Pan Zhanle - Zhang Zhanshuo                                                                 | 7 min 1 s 84   | Corée du Sud- Yang Jae-hoon - Kim Woo-min - Lee Ho-joon - Hwang Sun-woo - Lee Yoo-yeon             | 7 min 1 s 94   | États-Unis- Luke Hobson - Carson Foster - Hunter Armstrong - David Johnston - Shaine Casas                                    | 7 min 2 s 08   |
| 4 × 100 m quatre nages résultats détaillés | États-Unis- Hunter Armstrong - Nic Fink - Zach Harting - Matt King - Jack Aikins - Jake Foster - Shaine Casas - Luke Hobson | 3 min 29 s 80  | Pays-Bas- Kai van Westering - Arno Kamminga - Nyls Korstanje - Stan Pijnenburg - Caspar Corbeau    | 3 min 31 s 23  | Italie- Michele Lamberti - Nicolò Martinenghi - Gianmarco Sansone - Alessandro Miressi - Ludovico Viberti - Federico Burdisso | 3 min 31 s 59  |

### Femmes
| Épreuves                                   | Or | Or             | Argent                                                                                          | Argent         | Bronze                                                                                              | Bronze         |
| ------------------------------------------ | --- | -------------- | ----------------------------------------------------------------------------------------------- | -------------- | --------------------------------------------------------------------------------------------------- | -------------- |
| Nage libre                                 | |                |                                                                                                 |                | |                |
| 50 m résultats détaillés                   | Sarah Sjöström                                                                                                  | 23 s 69        | Kate Douglass                                                                                   | 23 s 91        | Katarzyna Wasick                                                                                    | 23 s 95        |
| 100 m résultats détaillés                  | Marrit Steenbergen                                                                                              | 52 s 26        | Siobhan Haughey                                                                                 | 52 s 56        | Shayna Jack                                                                                         | 52 s 83        |
| 200 m résultats détaillés                  | Siobhan Haughey                                                                                                 | 1 min 54 s 89  | Erika Fairweather                                                                               | 1 min 55 s 77  | Brianna Throssell                                                                                   | 1 min 56 s 00  |
| 400 m résultats détaillés                  | Erika Fairweather                                                                                               | 3 min 59 s 44  | Li Bingjie                                                                                      | 4 min 1 s 62   | Isabel Marie Gose                                                                                   | 4 min 2 s 39   |
| 800 m résultats détaillés                  | Simona Quadarella                                                                                               | 8 min 17 s 44  | Isabel Marie Gose                                                                               | 8 min 17 s 53  | Erika Fairweather                                                                                   | 8 min 22 s 26  |
| 1 500 m résultats détaillés                | Simona Quadarella                                                                                               | 15 min 46 s 99 | Li Bingjie                                                                                      | 15 min 56 s 52 | Isabel Marie Gose                                                                                   | 15 min 57 s 55 |
| Dos                                        | |                |                                                                                                 |                | |                |
| 50 m résultats détaillés                   | Claire Curzan                                                                                                   | 27 s 43        | Iona Anderson                                                                                   | 27 s 45        | Ingrid Wilm                                                                                         | 27 s 61        |
| 100 m résultats détaillés                  | Claire Curzan                                                                                                   | 58 s 29        | Iona Anderson                                                                                   | 59 s 18        | Ingrid Wilm                                                                                         | 59 s 12        |
| 200 m résultats détaillés                  | Claire Curzan                                                                                                   | 2 min 5 s 77   | Jaclyn Barclay                                                                                  | 2 min 7 s 03   | NIAWorld Aquatics : Neutral Independent Athletes (athlète neutre indépendant) Anastasiya Shkurdai   | 2 min 9 s 08   |
| Brasse                                     | |                |                                                                                                 |                | |                |
| 50 m résultats détaillés                   | Rūta Meilutytė                                                                                                  | 29 s 40        | Tang Qianting                                                                                   | 29 s 51        | Benedetta Pilato                                                                                    | 30 s 01        |
| 100 m résultats détaillés                  | Tang Qianting                                                                                                   | 1 min 5 s 27   | Tes Schouten                                                                                    | 1 min 5 s 82   | Siobhan Haughey                                                                                     | 1 min 5 s 92   |
| 200 m résultats détaillés                  | Tes Schouten | 2 min 19 s 81  | Kate Douglass                                                                                   | 2 min 20 s 91  | Sydney Pickrem                                                                                      | 2 min 22 s 94  |
| Papillon                                   | |                |                                                                                                 |                | |                |
| 50 m résultats détaillés                   | Sarah Sjöström                                                                                                  | 24 s 63        | Mélanie Henique                                                                                 | 25 s 44        | Farida Osman                                                                                        | 25 s 67        |
| 100 m résultats détaillés                  | Angelina Köhler                                                                                                 | 56 s 28        | Claire Curzan                                                                                   | 56 s 61        | Louise Hansson                                                                                      | 56 s 94        |
| 200 m résultats détaillés                  | Laura Stephens                                                                                                  | 2 min 7 s 35   | Helena Rosendahl Bach                                                                           | 2 min 7 s 44   | Lana Pudar                                                                                          | 2 min 7 s 92   |
| Quatre nages                               | |                |                                                                                                 |                | |                |
| 200 m résultats détaillés                  | Kate Douglass                                                                                                   | 2 min 7 s 05   | Sydney Pickrem                                                                                  | 2 min 8 s 56   | Yu Yiting                                                                                           | 2 min 9 s 01   |
| 400 m résultats détaillés                  | Freya Colbert                                                                                                   | 4 min 37 s 14  | Anastasia Gorbenko                                                                              | 4 min 37 s 36  | Sara Franceschi                                                                                     | 4 min 37 s 86  |
| Relais                                     | |                |                                                                                                 |                | |                |
| 4 × 100 m nage libre résultats détaillés   | Pays-Bas- Kim Busch - Janna van Kooten - Kira Toussaint - Marrit Steenbergen - Milou van Wijk                   | 3 min 36 s 61  | Australie- Brianna Throssell - Alexandria Perkins - Abbey Harkin - Shayna Jack - Jaclyn Barclay | 3 min 36 s 93  | Canada- Rebecca Smith - Sarah Fournier - Katerine Savard - Taylor Ruck - Ella Jansen                | 3 min 37 s 95  |
| 4 × 200 m nage libre résultats détaillés   | Chine- Ai Yanhan - Gong Zhenqi - Li Bingjie - Yang Peiqi - Ma Yonghui                                           | 7 min 47 s 26  | Royaume-Uni- Freya Colbert - Abbie Wood - Lucy Hope - Medi Harris                               | 7 min 50 s 90  | Australie- Brianna Throssell - Shayna Jack - Abbey Harkin - Kiah Melverton - Jaclyn Barclay         | 7 min 51 s 41  |
| 4 × 100 m quatre nages résultats détaillés | Australie- Iona Anderson - Abbey Harkin - Brianna Throssell - Shayna Jack - Jaclyn Barclay - Alexandria Perkins | 3 min 55 s 98  | Suède- Louise Hansson - Sophie Hansson - Sarah Sjöström - Michelle Coleman - Hanna Rosvall      | 3 min 56 s 35  | Canada- Ingrid Wilm - Sophie Angus - Rebecca Smith - Taylor Ruck - Sydney Pickrem - Katerine Savard | 3 min 56 s 43  |

### Mixte
| Épreuves                                   | Or | Or            | Argent | Argent        | Bronze | Bronze        |
| ------------------------------------------ | --- | ------------- | --- | ------------- | --- | ------------- |
| Relais                                     | |               | |               | |               |
| 4 × 100 m nage libre résultats détaillés   | Chine- Pan Zhanle - Wang Haoyu - Li Bingjie - Yu Yiting - Ji Xinjie - Ai Yanhan                                                         | 3 min 21 s 18 | Australie- Kai Taylor - Jack Cartwright - Shayna Jack - Brianna Throssell - Alexandria Perkins - Abbey Harkin      | 3 min 21 s 78 | États-Unis- Hunter Armstrong - Matt King - Claire Curzan - Kate Douglass - Luke Hobson - Jack Aikins - Addison Sauickie - Kayla Han | 3 min 22 s 28 |
| 4 × 100 m quatre nages résultats détaillés | États-Unis- Hunter Armstrong - Nic Fink - Claire Curzan - Kate Douglass - Jack Aikins - Jake Foster - Rachel Klinker - Addison Sauickie | 3 min 40 s 22 | Australie- Bradley Woodward - Sam Williamson - Brianna Throssell - Shayna Jack - Alexandria Perkins - Abbey Harkin | 3 min 43 s 12 | Royaume-Uni- Medi Harris - Adam Peaty - Matthew Richards - Anna Hopkins - James Wilby - Duncan Scott                                | 3 min 45 s 09 |

## Tableau des médailles
- Pays organisateur (Qatar)

| Rang  | Nation                                                                        | Or | Argent | Bronze | Total |
| ----- | ----------------------------------------------------------------------------- | -- | ------ | ------ | ----- |
| 1     | États-Unis                                                                    | 8  | 6      | 6      | 20    |
| 2     | Chine                                                                         | 7  | 3      | 1      | 11    |
| 3     | Australie                                                                     | 3  | 9      | 4      | 16    |
| 4     | Pays-Bas                                                                      | 3  | 3      | 0      | 6     |
| 5     | Italie                                                                        | 2  | 5      | 5      | 12    |
| 6     | Royaume-Uni                                                                   | 2  | 2      | 3      | 7     |
| 7     | Nouvelle-Zélande                                                              | 2  | 1      | 1      | 4     |
| 7     | Suède                                                                         | 2  | 1      | 1      | 4     |
| 9     | Corée du Sud                                                                  | 2  | 1      | 0      | 3     |
| 10    | Irlande                                                                       | 2  | 0      | 0      | 2     |
| 10    | Portugal                                                                      | 2  | 0      | 0      | 2     |
| 12    | Allemagne                                                                     | 1  | 2      | 3      | 6     |
| 13    | Canada                                                                        | 1  | 1      | 5      | 7     |
| 14    | Hong Kong                                                                     | 1  | 1      | 1      | 3     |
| 15    | Lituanie                                                                      | 1  | 1      | 0      | 2     |
| 15    | Espagne                                                                       | 1  | 1      | 0      | 2     |
| 17    | Japon                                                                         | 1  | 0      | 1      | 2     |
| 18    | Ukraine                                                                       | 1  | 0      | 0      | 1     |
| 19    | Autriche                                                                      | 0  | 1      | 1      | 2     |
| 19    | France                                                                        | 0  | 1      | 1      | 2     |
| 21    | Danemark                                                                      | 0  | 1      | 0      | 1     |
| 21    | Israël                                                                        | 0  | 1      | 0      | 1     |
| 21    | Suisse                                                                        | 0  | 1      | 0      | 1     |
| 24    | Pologne                                                                       | 0  | 0      | 3      | 3     |
| 25    | Bosnie-Herzégovine                                                            | 0  | 0      | 1      | 1     |
| 25    | Égypte                                                                        | 0  | 0      | 1      | 1     |
| 25    | Grèce                                                                         | 0  | 0      | 1      | 1     |
| 25    | Hongrie                                                                       | 0  | 0      | 1      | 1     |
| 25    | NIAWorld Aquatics : Neutral Independent Athletes (athlète neutre indépendant) | 0  | 0      | 1      | 1     |
| 25    | Afrique du Sud                                                                | 0  | 0      | 1      | 1     |
| Total | Total                                                                         | 42 | 42     | 42     | 126   |